# (4962) Vecherka
(4962) Vecherka es un asteroide perteneciente al cinturón de asteroides, descubierto el 1 de octubre de 1973 por Tamara Mijáilovna Smirnova desde el Observatorio Astrofísico de Crimea (República de Crimea).

## Designación y nombre
Designado provisionalmente como 1973 TP. Fue nombrado Vecherka en homenaje al periódico ruso “Vechernij Peterburg”, de publicación diaria vespertina en San Petersburgo. El periódico publica entre otras noticias, de forma amena información astronómica y artículos de conocimiento astronómico.

## Características orbitales
Vecherka está situado a una distancia media del Sol de 2,605 ua, pudiendo alejarse hasta 2,986 ua y acercarse hasta 2,225 ua. Su excentricidad es 0,145 y la inclinación orbital 15,10 grados. Emplea 1536 días en completar una órbita alrededor del Sol.

## Características físicas
La magnitud absoluta de Vecherka es 12,3. Tiene 9,951 km de diámetro y su albedo se estima en 0,21.